# Vallo Mediterraneo
Il vallo Mediterraneo, anche noto come vallo del Sud (in ted. Südwall, in fr. Mur de la Méditerranée) era un esteso sistema di fortificazioni costiere costruito dal Terzo Reich durante la seconda guerra mondiale, tra il 1943 e il 1945.
Il progetto prevedeva che le fortificazioni si estendessero lungo tutte le coste del mar Mediterraneo della Francia meridionale, da Cerbère a Mentone, così da difendere le posizioni tedesche da possibili sbarchi Alleati. Tale linea difensiva si estendeva fino all'Italia mediante il vallo Ligure, ma anche dal vallo Atlantico che proteggeva il nord-ovest della Francia.

## Struttura

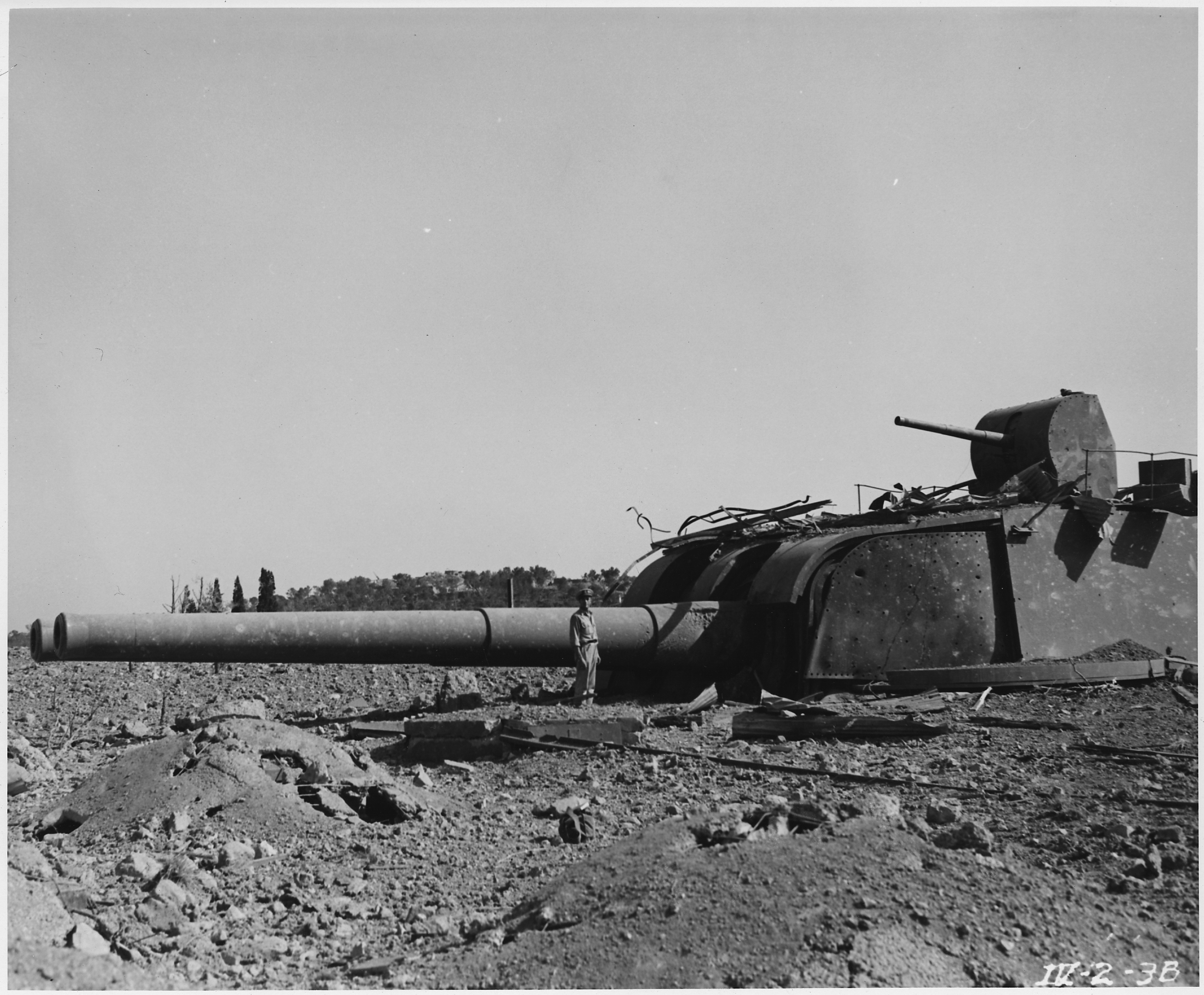
Esempio di armamento del vallo del Sud, nei pressi di Tolone

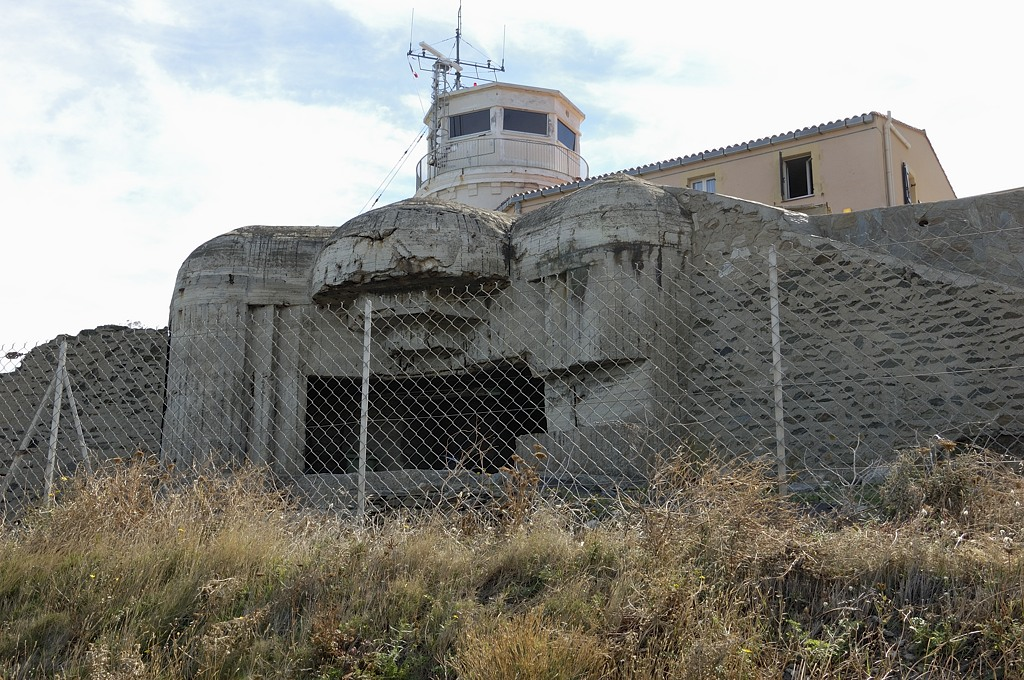
Cap Béar, Regelbau M272

19. Armee (Wehrmacht) (PC Avignone) era strutturata in sette settori difesa costiera (KüstenVerteidigungsAbschnitt, KVA) che coprono 864 chilometri, dalla costa francese del mar Mediterraneo, ovvero dal confine con la Spagna al confine italiano. La AOK 19 KVA includeva quanto segue:
- 19 KVA A / 271. ID: Port-Vendres, Collioure, Cap Leucate...
- 19 KVA B / 277. ID: Port-la-Nouvelle, Narbonne-Plage...
- 19 KVA C / 271. ID: Cap d'Agde, Sète...
- 19 KVA D / 338. ID: La Camargue
- 19 KVA E / 244. ID: Marsiglia
- 19 KVA F / 242. ID: Toulone
- 19 KVA G / 148. ID: Cannes, Nizza...

Al momento dello sbarco in Provenza, la linea difensiva era costituita da circa 500 blocchi difensivi, mentre circa 200 erano ancora in fase di costruzione.